# 東京都道新宿副都心九号線
東京都道新宿副都心九号線（とうきょうとどう しんじゅくふくとしん9ごうせん）は、東京都新宿区の特例都道である。この道路は、通称「東通り」といわれている。

## 概要
西新宿の副都心地区を南北に貫いている。整理コードは3509。

### 路線データ
- 起点 : 東京都新宿区西新宿二丁目（西新宿二交差点）

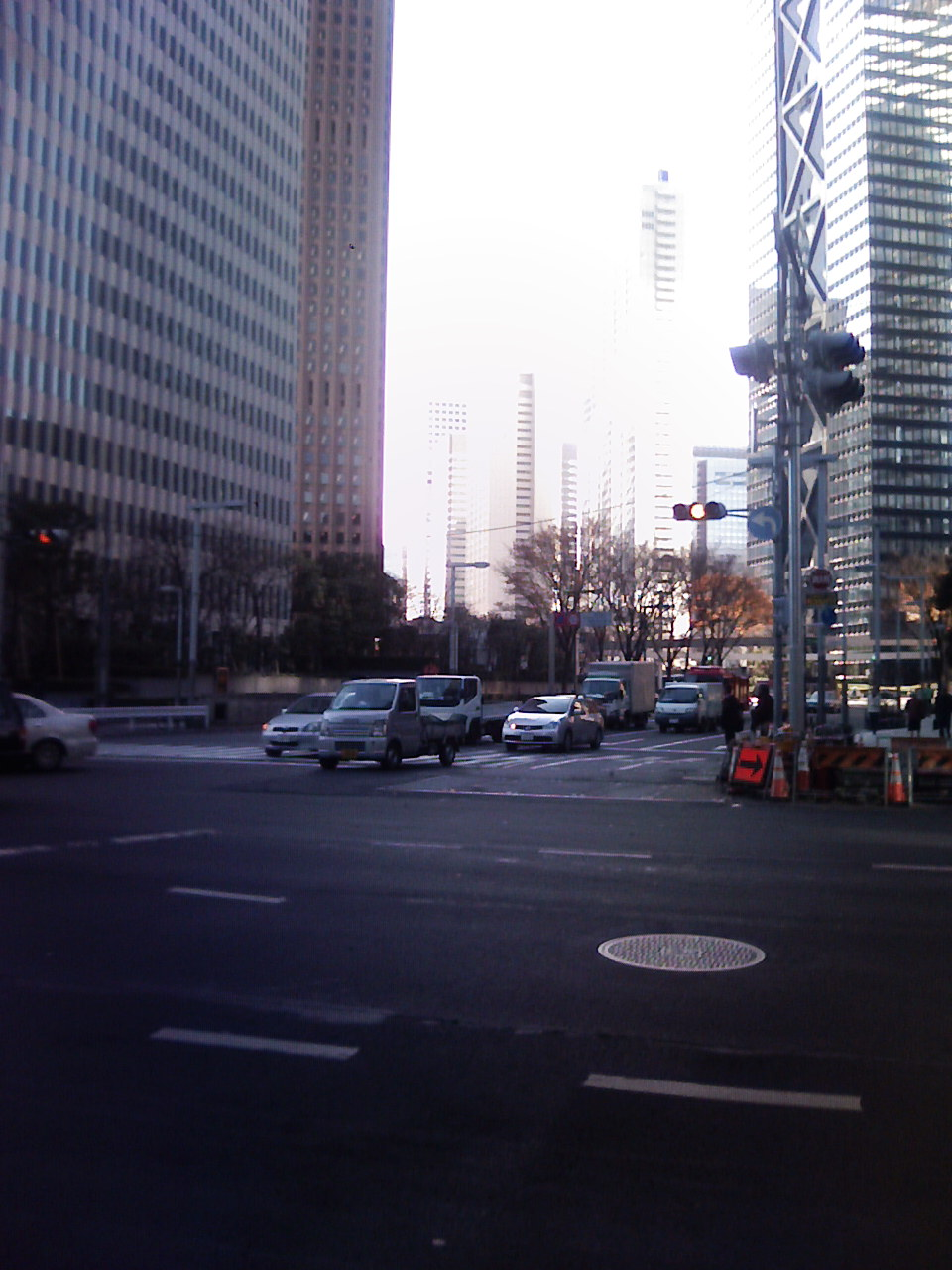
終点の様子

- 終点 : 東京都新宿区西新宿一丁目（新宿警察署前交差点）
- 路線延長 : 515 m
- 通過する自治体 : 東京都新宿区

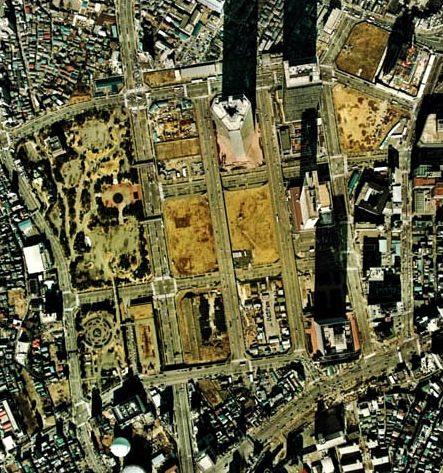
1974年の空中写真。3×3の敷地の右端、縦方向の道路が東通り。

## 歴史
淀橋浄水場廃場に伴う、西新宿地区の再開発により設置された。
- 1960年（昭和35年）6月15日 - 東京都市計画道路事業の新宿副都心街路第九号線として、事業開始[1]。
- 1965年（昭和40年）3月31日 - 淀橋浄水場が廃場となる。
- 1987年（昭和62年）8月10日 - 新宿副都心街路として、日本の道100選に選出。

## 交差する道路
- 国道20号（西新宿二交差点） - 起点
- 東京都道新宿副都心三号線
- 東京都道新宿副都心四号線（中央通り東交差点）
- 東京都道新宿副都心五号線（新宿警察署裏交差点）
- 東京都道4号東京所沢線（新宿警察署前交差点） - 終点

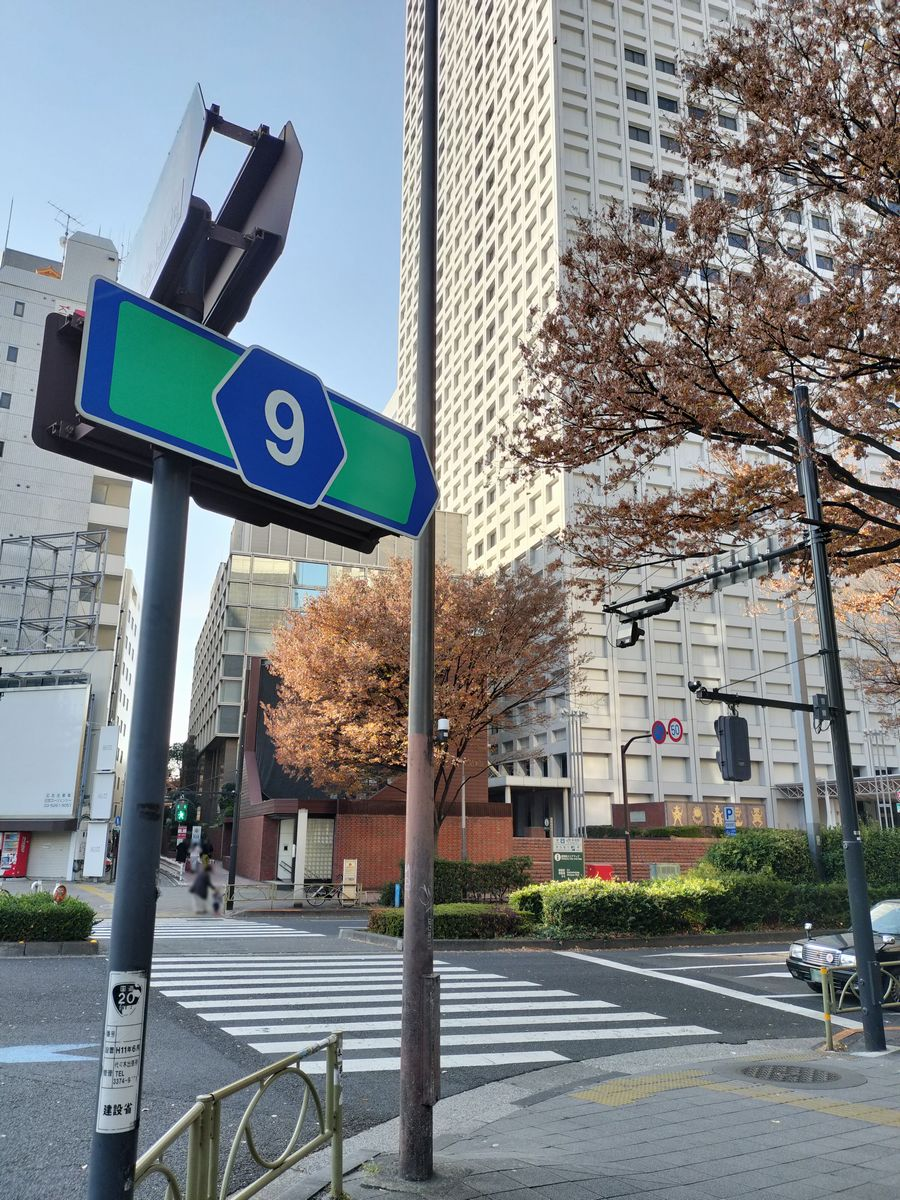
西新宿二丁目交差点（起点）
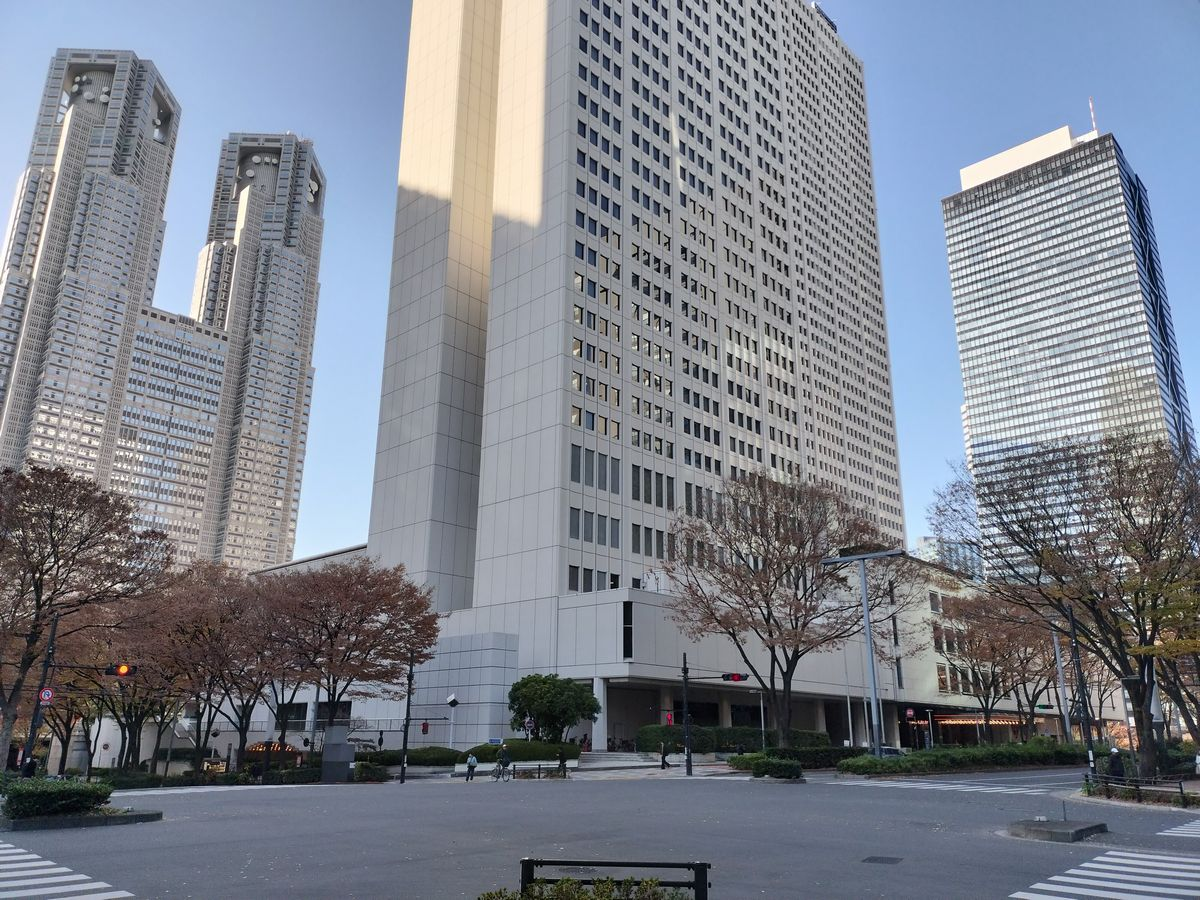
ふれあい通りとの交差点
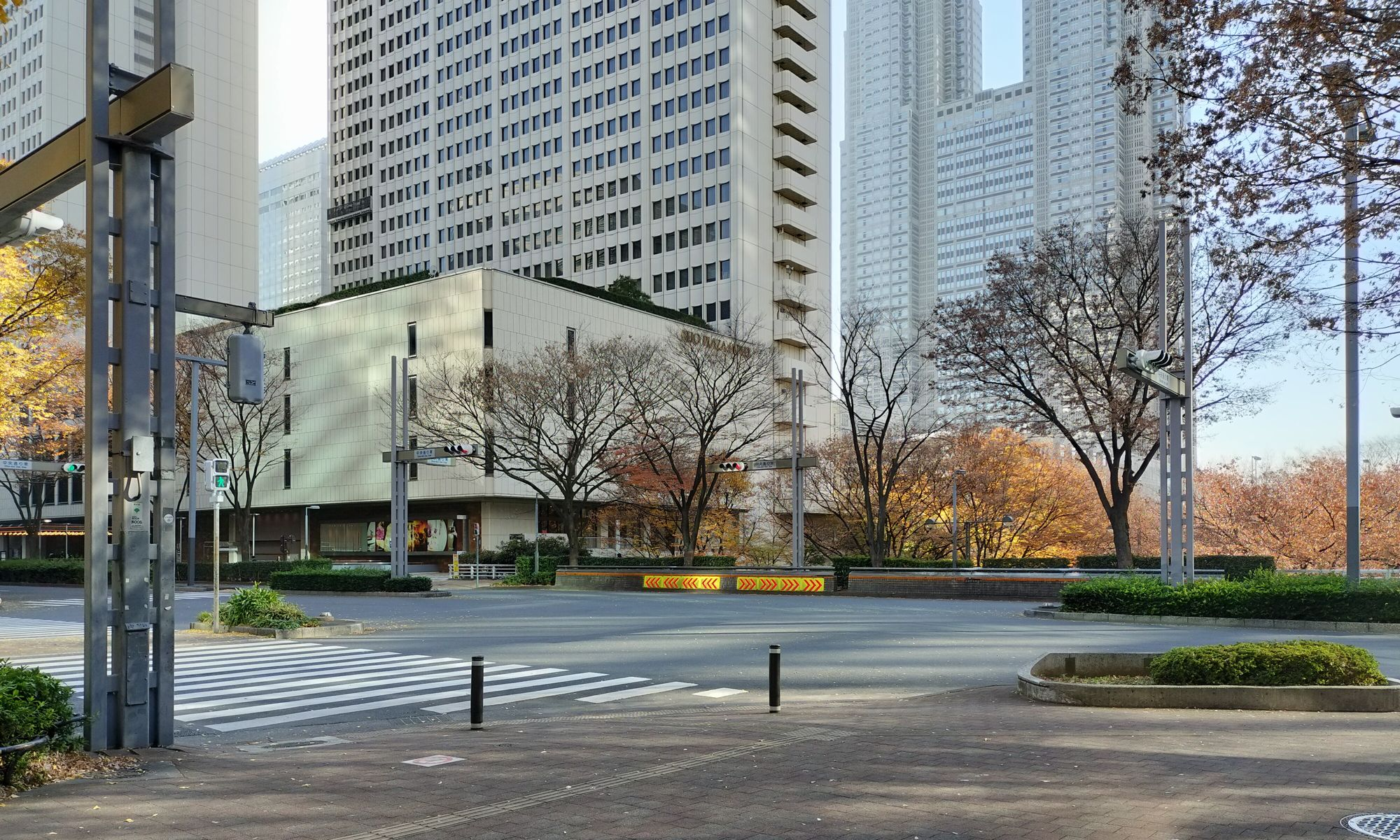
中央通り東交差点
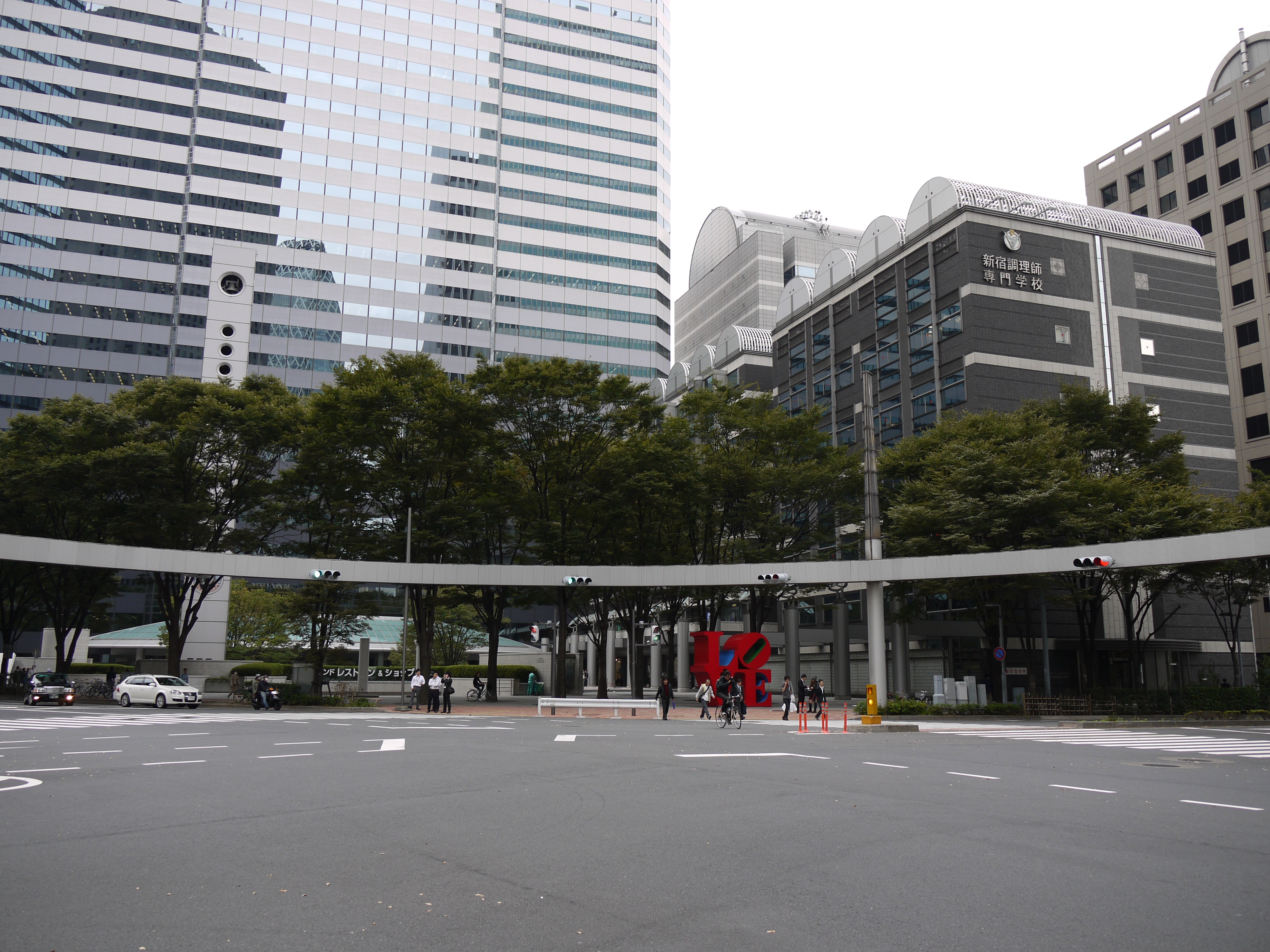
新宿警察署裏交差点
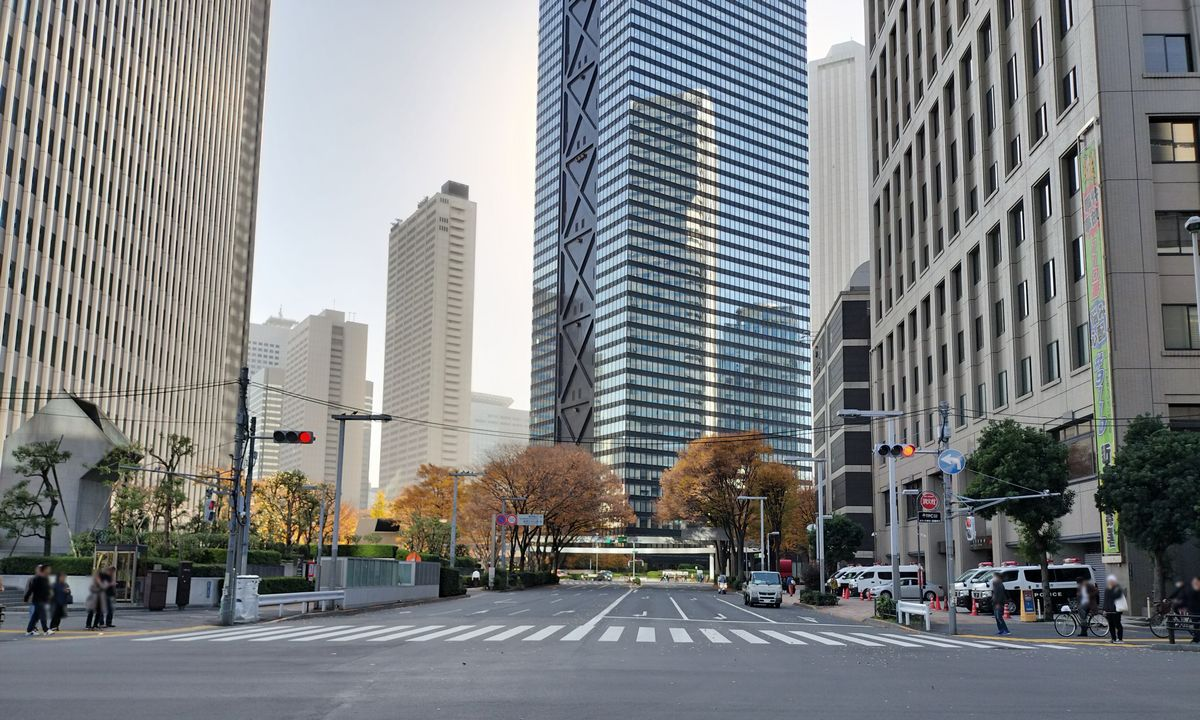
新宿警察署前交差点（終点）

## 沿道の施設
- 南
  - KDDIビル
  - 新宿モノリス
- 中央
  - 京王プラザホテル
  - 新宿ファーストウエスト
  - 工学院大学
- 北
  - 新宿三井ビル
  - 新宿センタービル
  - 新宿アイランドタワー
  - 警視庁新宿警察署
  - 新宿野村ビル

## 関連施設
- シーズンロード - 歩行者用地下通路[注 2]。甲州街道から中央通りまで通ずる。

- バス停留所
  - 東通り停留所（新宿WEバス） - 新宿センタービルの脇にある[注 3]。
  - 京王プラザホテル停留所

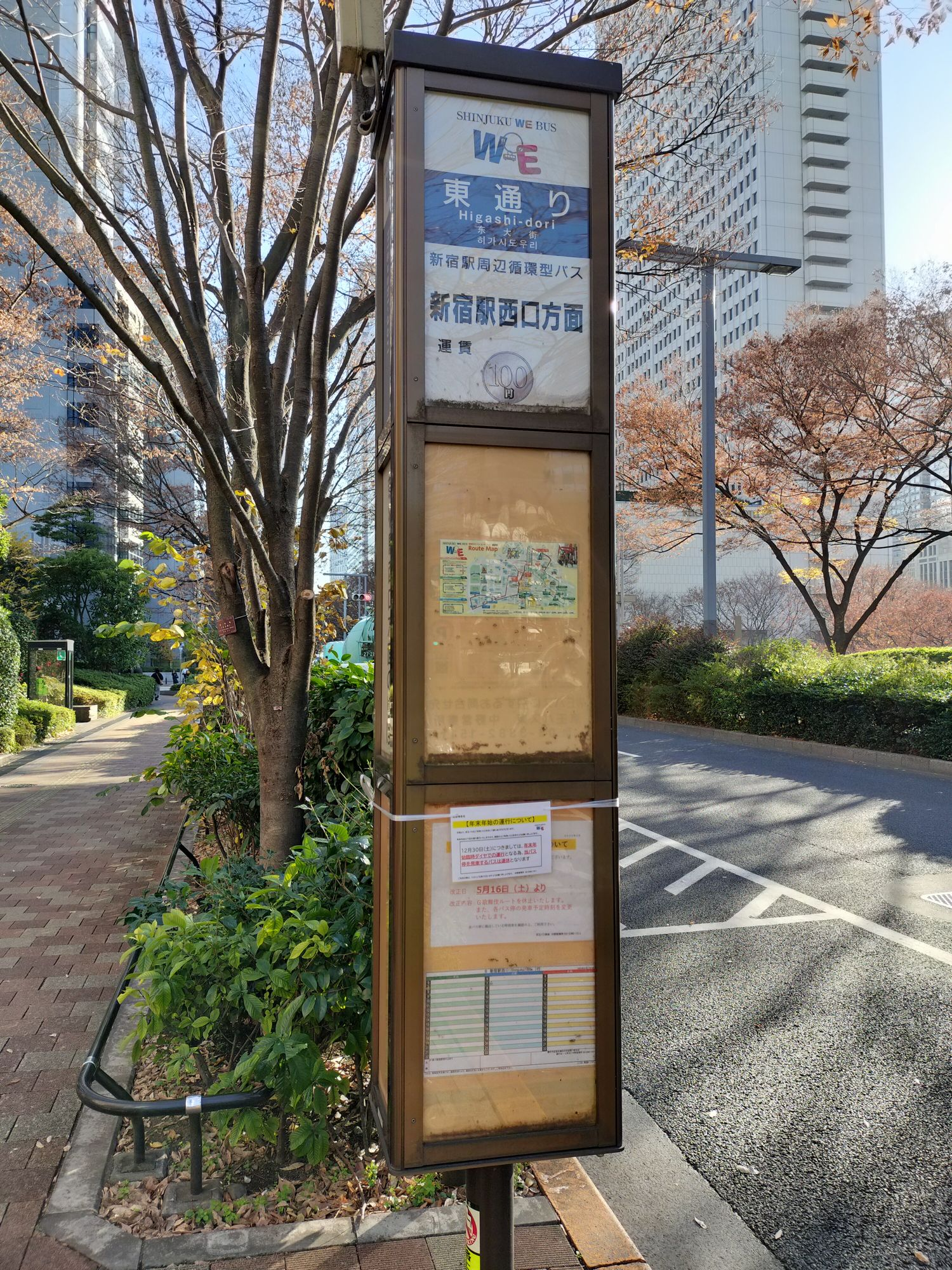
東通り停留所
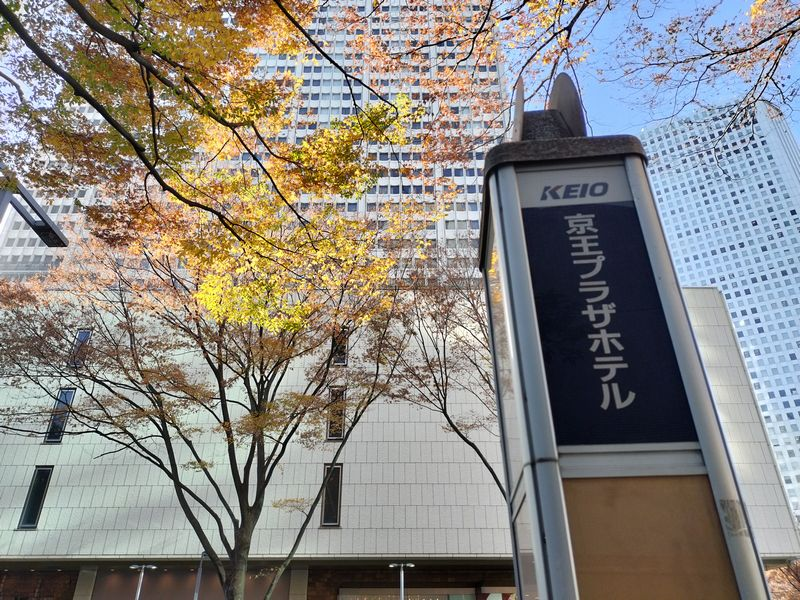
京王プラザホテル停留所